# Todos (Chile)
Todos fue un partido político chileno fundado en 2015 que estuvo constituido de forma legal ante el Servicio Electoral de Chile.

## Historia
El partido se definió a sí mismo como un «metapartido», y sus principales líderes fueron Ángeles Fernández (exdirectora ejecutiva de Chile 21) y Nicholas Shea (fundador de Start-up Chile). Su presidente señaló que su principal idea era la transversalidad, en la cual no existieran órdenes de partido y se reunieran adherentes de diferentes tendencias. Su origen se remonta a mayo de 2015. Su símbolo era un círculo color celeste en el cual estaba escrita a lo largo la palabra «Todos» en color blanco, salvo la segunda «o» la cual era representada por un globo de texto de color naranjo.
La inscripción del partido se realizó ante el Servicio Electoral de Chile el 19 de agosto de 2015, sin embargo el 26 de agosto dicha institución rechazó la solicitud debido a que dos de los miembros de su tribunal supremo aparecen como inscritos en el Partido Ecologista Verde de Chile. Una vez subsanados dichos inconvenientes, la escritura de constitución fue publicada en el Diario Oficial de la República de Chile el 11 de noviembre de 2015, con lo cual se inició el proceso de recolección de firmas para constituirse legalmente como partido político. El 7 de junio el partido fue reconocido legalmente por el Servicio Electoral e inscrito en la Región de Aysén, mientras que el 26 de agosto fue aprobada su inscripción en las regiones de Los Ríos y Los Lagos. El 27 de diciembre fue aprobada su inscripción en la Región de Tarapacá.
En diciembre de 2016, el presentador de televisión y locutor Nicolás Larraín anunció su candidatura a la elección presidencial de 2017 a través del proceso de primarias que defina Todos. En abril de 2017 asumió la nueva directiva del partido, liderada por Gabriel Gurovich quien reemplazó a Nicholas Shea en la presidencia.
El 7 de agosto de 2017 se anunció la incorporación del partido a la coalición Sumemos, junto con la presentación de algunas de sus candidaturas parlamentarias.
Luego de no cumplir con los requisitos mínimos para mantener su estatus legal después de las elecciones parlamentarias de 2017, en diciembre de ese año el partido acordó fusionarse con Ciudadanos con tal de subsistir, decisión que fue ratificada por la militancia mediante una consulta realizada los días 28 y 29 de diciembre.

## Directiva
- Presidente: Gabriel Gurovich Steiner
- Primer Vicepresidente: Carla Fuentes Vicuña
- Secretario General: Jorge Ossa Valenzuela
- Tesorero: Javiera Espinoza Schaus[14]

## Resultados electorales

### Elecciones parlamentarias
|  | 0,05 % |

|  | 0,28 % |